# Thiaville-sur-Meurthe
Thiaville-sur-Meurthe település Franciaországban, Meurthe-et-Moselle megyében. Lakosainak száma 595 fő (2022. január 1.). Thiaville-sur-Meurthe Raon-l’Étape, Sainte-Barbe, Bertrichamps és Lachapelle községekkel határos.

## Népesség
A település népessége az elmúlt években az alábbi módon változott:
| Lakosok száma | 421  | 560  | 577  | 493  | 530  | 562  | 573  | 587  | 594  | 595  |
|               | 1968 | 1982 | 1990 | 2006 | 2013 | 2015 | 2017 | 2019 | 2020 | 2022 |